# Higher Whitley
Higher Whitley är en ort i civil parish Whitley, i distriktet Cheshire West and Chester, Storbritannien. Den ligger i grevskapet Cheshire och riksdelen England, i den centrala delen av landet, 260 km nordväst om huvudstaden London. Higher Whitley ligger 73 meter över havet och antalet invånare är 270. Higher Whitley var en civil parish 1866–1936 när blev den en del av Whitley. Civil parish hade 339 invånare år 1931.
Terrängen runt Higher Whitley är huvudsakligen platt. Higher Whitley ligger uppe på en höjd. Runt Higher Whitley är det tätbefolkat, med 331 invånare per kvadratkilometer. Närmaste större samhälle är St Helens, 18,3 km nordväst om Higher Whitley. Trakten runt Higher Whitley består i huvudsak av gräsmarker.